# Miguel White
Miguel White (9 oktober 1909 - 30 augustus 1942) was een Filipijns atleet. Hij won de bronzen medaille op de 400 m horden tijdens de Olympische Spelen van 1936 in Berlijn.

## Biografie
White nam tijdens de Spelen van 1936 deel aan zowel de 110 m horden als de 400 m horden. Op 3 augustus won hij op de 400 m horden zijn serie in een tijd van 53,4 s en versloeg daarbij onder meer de Canadees John Loaring. Een dag later finishte hij in de halve finale als tweede achter de Amerikaan Glenn Hardin, wederom met een tijd van 53,4. In de finale op 4 augustus liep White, die gestart was in baan vijf, enige tijd aan de leiding, totdat de voor hem in baan zes lopende favoriet voor de eindzege Hardin deze overnam en in 52,4 afgetekend zegevierde. Tussen Loaring, White en de Amerikaan Joseph Patterson ging de strijd om de tweede en derde plaats daarna enige tijd gelijk op. Pas na de negende horde kwam de Canadees opzetten en greep in 52,7 het zilver, terwijl White de Amerikaan achter zich wist te laten en derde werd in 52,8.
Weer een dag later was Miguel White op de 110 m horden gauw klaar. Hij kwam in zijn serie ten val, waarmee het toernooi voor hem was afgelopen.
Miguel White, die een Amerikaanse vader had, was in het dagelijks leven officier in het Filipijnse leger.

## Palmares

### 110 m horden
- 1936: DNF OS

### 400 m horden
- 1936:  OS - 52,8 s